# Markgrafpiesker Hauptgraben
Der Markgrafpiesker Hauptgraben ist ein Meliorationsgraben und linker Zufluss des Storkower Kanals in Brandenburg.

## Verlauf
Der Graben beginnt in einem Waldgebiet südöstlich von Markgrafpieske und dort rund einen Kilometer östlich des Spreenhagener Wohnplatzes Forsthaus Briesenluch. Er verläuft auf rund zwei Kilometer in nördlicher Richtung und unterquert anschließend die Bundesautobahn 10, die in diesem Bereich in West-Ost-Richtung verläuft. Hinter der Autobahn fließt er in rund 3,2 km bogenförmig in nordwestlicher Richtung nach Markgrafpieske. Dort unterquert er die Markgrafenstraße, die Markgrafpieske mit dem Spreenhagener Wohnplatz Langendamm verbindet, der sich nördlich des Grabens befindet. Westlich von Langendamm fließen weitere unbenannte Gräben zu, die Flächen im Großen Fürstenwalder Stadtluch entwässern. Westlich hiervon liegt ein unbenannter See, der von einem Graben aus Pankentheerhütte kommend gespeist wird, ebenfalls ein Wohnplatz von Spreenhagen.
Im weiteren Verlauf fließt der Graben in westlicher, später in südlicher Richtung auf einer Länge von rund 1,6 km. Hier fließt der von Norden kommende Dolenzgraben zu. Südlich des Wohnplatzes Winkel unterquert der Graben erneut die BAB 10, passiert das Forsthaus Dickdamm an seiner westlichen und den Wohnplatz Neu Stahnsdorf an seiner östlichen Seite. Er fließt auf einer Länge von rund 1,2 km weiter in vorzugsweise südlicher Richtung und wird in diesem Bereich auch als Koblenzgraben bezeichnet. Bei Alt Stahnsdorf durchfließt er den Stahnsdorfer See und tritt an seiner Südseite wieder aus. Von seiner Austrittsstelle bis zur Mündung verläuft er in südsüdwestlicher Richtung und wird dort auch als Stahnsdorfer Fließ bezeichnet, bevor er schließlich nordöstlich von Kummersdorf in den Storkower Kanal mündet.